# Martin Paul

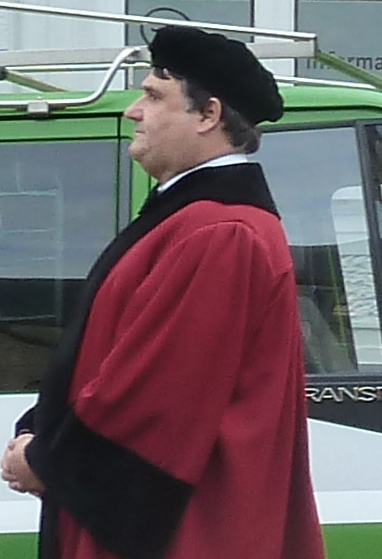
Martin Paul in 2015 tijdens de 39e dies natalis van de Universiteit van Maastricht

Martin Alfons Paul (Sankt Ingbert, Saarland, 1958) is een Duitse klinisch farmacoloog, onderzoeker en bestuurder. Van 2011 tot 2021 was hij voorzitter van het college van bestuur van de Universiteit Maastricht. Vanaf 1 november 2021 is hij rector van de Ruhr-Universität Bochum.

## Biografie
Martin Paul studeerde geneeskunde aan de Ruprecht-Karls-universiteit in het Duitse Heidelberg en promoveerde op farmacologie op basis van onderzoek aan de Universiteit van Californie in San Diego (UCSD). Na zijn afstuderen in 1986 werkte hij als onderzoeker in de cardiovasculaire geneeskunde aan de Harvard-universiteit en het Brigham & Women's ziekenhuis in Boston.
In 1990 keerde hij terug naar Duitsland en doceerde farmacologie aan de Universiteit van Heidelberg. Vier jaar later werd hij onderzoeksgroepsleider aan het Max-Delbrück Center for Molecular Medicine in Berlijn-Buch, waarna hij weer een jaar later hoogleraar Klinische Farmacologie werd aan het Benjamin Franklin Medisch Centrum van de Vrije Universiteit Berlijn (Freie Universität Berlin, afgekort FU) in Berlijn. Aan de FU werd hij directeur van het Instituut voor Klinische Farmacologie en Toxicologie (1997-2008) en decaan van de medische faculteit (1997-2003). Nadat de medische school van de Freie Universität Berlin en de Humboldt-Universität zu Berlin fuseerden tot het Charité Medical Center in Berlijn, was hij van 2004 tot 2008 decaan van de medische faculteit en vicevoorzitter van de raad van bestuur van de Charité, het grootste academisch ziekenhuis van Europa.
Van 2008 tot 2011 was hij decaan van de Faculty of Health, Medicine and Life Sciences van de Universiteit Maastricht (UM) en tevens vicevoorzitter van het Maastricht Universitair Medisch Centrum. Op 1 mei 2011 werd hij benoemd tot voorzitter van het college van bestuur van de UM, als opvolger van Jo Ritzen op. Op 7 oktober 2021 nam hij afscheid van de UM om per 1 november rector te worden van de Ruhr-Universität Bochum.
Martin Paul is gehuwd en heeft een zoon en een dochter.

## Werk

### Onderzoek
Martin Paul publiceerde meer dan tweehonderd wetenschappelijke publicaties op het gebied van klinische en experimentele farmacologie, moleculaire geneeskunde en hart-en vaatziekten.

### Nevenwerkzaamheden
Paul bekleedde daarnaast bestuurlijke functies bij professionele organisaties; hij was voorzitter van de Duitse Vereniging voor Experimentele en Klinische Farmacologie en Toxicologie (2006-2007) en voorzitter van de European Council for Cardiovasculair Research (2006 – 2008).
Ook werkte hij aan de verbetering van academisch management op Europees niveau; hij was voorzitter van een Europees netwerk van decanen en academische managers (DEAN, 2003-2006). In dezelfde periode zat hij in het bestuur van ESMU, het Europees Centrum voor Strategisch Management van Universiteiten. Sinds 2012 is hij lid van de Nederlandse Academie voor technologie en innovatie (AcTI).

## Onderscheidingen
Bij zijn afscheid van de Universiteit van Maastricht ontving Paul vijf onderscheidingen:
- Officier in de Orde van Oranje-Nassau
- Tanspenning (hoogste onderscheiding UM)
- Maastricht UMC+ Award
- Provinciale Erepenning van de Provincie Limburg
- Teken van Verdienste van de stad Maastricht